# Науман, Карл Фридрих
Карл Фридрих Науман (нем. Georg Amadeus Karl Friedrich Naumann; 30 мая 1797, Дрезден — 26 ноября 1873, Дрезден) — немецкий учёный-минералог и кристаллограф, иностранный член-корреспондент Императорской Санкт-Петербургской академии наук (1857).

## Биография
Образование получил в фрейбергской горной школе, затем в Лейпциге и Йене. Первая его научная работа относится к описанию Норвегии и вышла в 1824 году под заглавием: «Beiträge zur Kenntniss Norwegens».
В 1826 году занял должность профессора кристаллографии, а затем и геогнозии во фрейбергской горной школе (горной академии) и в то же время занимался составлением геогностической карты Саксонии. С 1842 по 1871 год состоял профессором минералогии и геогнозии в лейпцигском университете.
Особой известностью пользовались его учебники и руководства по кристаллографии и минералогии, отличающиеся простотой и ясностью изложения и в то же время обилием фактического материала. Следует указать здесь на «Elemente der Mineralogie» (1846; переведено на русский язык), выдержавшее 13 изданий; последние издания выходили уже под редакцией и в обработке Ф. Циркеля: «Lehrbuch der Geognosie» (1849—1854 и 1858—1872). Кроме того, им напечатано много трудов, касающихся геологии Саксонии.

## Членство в организациях
- Иностранный член Баварской АН (1859, член-корреспондент 1844)[2].
- Иностранный член-корреспондент Санкт-Петербургской АН (1857).

## Память
- В 1935 году Международный астрономический союз присвоил имя Карла Наумана кратеру на видимой стороне Луны.